# Actium maiduorum
Actium maiduorum är en skalbaggsart som beskrevs av Chandler 2003. Actium maiduorum ingår i släktet Actium och familjen kortvingar. Inga underarter finns listade i Catalogue of Life.